# Predrag Antonijević
Predrag Antonijević (parfois avec la forme anglaise du prénom Peter, souvent avec le surnom Gaga), né le 7 février 1959 à Niš en Serbie, est un réalisateur serbe. Il est surtout connu pour le film Savior où il a mis en scène de façon très émouvante la violence interethnique de la Guerre de Bosnie.

## Filmographie

### Réalisateur
- 1981 : Bunari Radosa Modricanina (téléfilm)
- 1982 : Gosti u Gostilju (il y est également scénariste)
- 1983 : Graditelji buducnosti (il y est également scénariste)
- 1984 : Kako se kalio narod Gornjeg Jaukovca (mini-série, il y est également scénariste)
- 1984 : O pokojniku sve najlepse (il y est également scénariste)
- 1988 : Balkan ekspres 2
- 1989 : Balkan ekspres 2 (Série télévisée)
- 1991 : Mala (titre anglais : The Little One)
- 1998 : Savior (il y apparaît également comme acteur)
- 2002 : Hard Cash
- 2011 : Little Murder
- 2013 : Breaking at the Edge
- 2018 : Zaspanka za vojnike
- 2020 : Dara of Jasenovac (Dara iz Jasenovca)

### Préparation
- 2024 Boj na Kosovu (Bataille du Kosovo polje) Remake

### Acteur
- 1982 : 13. jul de Radomir Saranovic